# Règlement sur le régime des études collégiales
Le règlement sur le régime des études collégiales est un document légal québécois (canadien) décrivant les conditions d'admission à un programme collégial (diplôme d'études collégiales), les normes d'un programme de ce type, l'administration des programmes, l'évaluation des apprentissages et la sanction des études.

## Historique
Le Règlement sur le régime d’études collégiales a été adopté par le Gouvernement du Québec et est entré en vigueur en 1993. Il remplaçait alors le Règlement sur le régime pédagogique du collégial de 1984